# 孙克华
孙克华（1923年6月24日—2005年7月14日），男，直隶巨鹿人，中华人民共和国政治人物，曾任陕西省人民政府副省长兼陕西省经济委员会主任，陕西省人大常委会副主任，第七届全国人大代表。